# Albert Prior
Albert Prior Ruiz (nacido el 21 de mayo de 1999 en Rubí (Barcelona)) es un baloncestista español que actualmente forma parte de la plantilla del Club Bàsquet Santfeliuenc, que compite en la Segunda FEB, la tercera división del baloncesto en España.

## Trayectoria deportiva
Albert formó parte de las categorías inferiores de la U. E. Sant Cugat, y posteriormente, del Club Bàsquet Sant Josep (Badalona) en 2016 en su último año en la categoría júnior, con el que debutó en Liga EBA en la temporada 2017-18. 
En la temporada 2018-19 jugó en Liga EBA con el Club Bàsquet Cornellà, y después retornó a la U.E. Sant Cugat desde 2019 hasta 2021. 
En el 2021 volvió al Club Bàsquet Cornellà, en el que jugaría una segunda etapa, esta vez en Liga LEB Plata en las temporadas 2021-22 y el inicio de la 2022-23, y con el que ganó dos Liga catalana de baloncesto de manera consecutiva a las órdenes de Mateo Rubio Díaz.
En octubre de 2022, y al término de la primera jornada de la temporada 2022-23, el Club Bàsquet Cornellà y el jugador llegarían a un acuerdo para romper la vinculación contractual que les unía.
Pocos días después el jugador firma por el Club Deportivo UDEA Baloncesto de la Liga LEB Plata.
En su primer partido con el club algecireño, el jugador sufrió una lesión del ligamento cruzado anterior de su rodilla derecha y se pierde el resto de la temporada tras ser intervenido quirúrgicamente en el Instituto Cugat en Barcelona.
En agosto de 2023 el jugador oficializó su fichaje con el club de la isla de Sicilia: CUS Catania, al que se incorporaría des del inicio de su pretemporada para disputar la Serie B interregionale.
Después de su paso por Italia el ala-pívot pasó a formar parte de la plantilla del Team Ehingen Urspring en la tercera división del baloncesto alemán hasta febrero de 2025, cuando volvió a España para disputar la Segunda FEB de la mano del Club Bàsquet Santfeliuenc.